# Fate/stay night
A Fate/stay night (フェイト/ステイナイト; Feito/szuteinaito) egy japán eroge visual novel játék, amelyet a Type-Moon fejlesztett ki Windows platformra, majd kiadták PlayStation 2 verzióra. Már megélt több anime, manga és videójáték feldolgozást is. A játék főleg a 15 éves és az fölötti korú közönségnek készült. Később kiadták újabb verzióban Fate/Stay Night Réalta Nua (ír nyelven: „új csillag”) néven, amelyben új bővítéseket kapott és ugyanakkor az eroge tartalmazó részeket cenzúrázták. Később ezt a változatot kiadták PlayStation Vita platformra is. 2005. október 28-án megjelent a folytatása Fate/hollow atraxia néven, amely fél évvel a Fate/Stay Night cselekmény után játszódik.
A Fate/stay night cselekménye előtt játszódik a Fate/Zero című light novel, ami 2006 és 2007 között lett kiadva majd az Ufotable animévé adaptálta és 2011 októbere és 2012 júniusa között futott. Készült még egy magical girl spinoff  Fate/kaleid liner Prisma Illya néven, egy PSP-s RPG játék Fate/Extra néven ami 2018-ban Fate/Extra Last Encore néven lett animévé adaptálva, egy mobil játék Fate/Grand Order néven ami 2016-ban egy filmként és 2019-ben egy anime sorozatként lett adaptálva, Fate/Apocrypha amit 2017-ben adtak ki, és a Carnival Phantasm ami egy komikus anime a Fate/stay night szereplőivel

## A játék menete
Mint egy tipikus visual novel, kapunk egy felületet, amelyen szöveget láttunk, mögötte mindig van egy kép az adott helyről vagy szituációról, ez alatt pedig zene megy. A szöveg mindig az adott történést, párbeszédet vagy a főszereplő, Emiya Shirou belső gondolatát vetíti ki. A játék nem kíván sok interakciót a játékostól. Azonban gyakran előfordul egy „döntési pont” a játék közben, ahol a játék felajánl több választási lehetőséget a történet kimenetelét érintve. Ilyenkor a játék megáll és megvárja, hogy a játékos válaszon a megadott pontok között. A választások meghatározzák a történet cselekményszálát. Három cselekményszál létezik, név szerint: Fate, Unlimited Blade Works és Heaven’s Fell. Az interakciótól függ, hogy mennyire különböznek, de a három szál leginkább a történet közepétől kezd változni és teljesen más bejezéssel végződik. A három különböző cselekményszál három különböző főhősnőt is takar, név szerint: Saber (Fate), Rin (Unlimited Blade Works) és Sakura (Heaven’s Feel).

## Cselekmény

### Felállás és téma
A cselekménye egy kéthetes időszakot dolgozz fel az amatőr mágus, Emiya Shirou életében. Mint egy egyszerű gimnázium tanulójaként éli hétköznapi életét, majd hirtelen belekeveredik egy mágusok által vívott háborúba, amelynek neve a „Szent Grál Háború”. A fő helyszínek közt van Shirou háza, amely mint egy bázisként működik a háborúban. Ezen kívül eltekintünk több, gyakran látogatott helyekre is, mint például a Homurahara Gakuen Gimnázium vagy a Rjúdó Templom.
A fő téma maga a főszereplő gondolatai, elvei és jellemfejlődése. Cselekményszálaként változik ezek feldolgozása. Az első, „Fate” szálban Shirou ideáljait és azok végig vitelét láthatjuk. A második „Unlimted Blade Works” szálban a főszereplő ideáljai és önmaga közti küzdelmét, és a harmadik „Heaven’s Fell” szálban pedig Shirou ideáljai és a valóság közti konfliktust követhetjük nyomon. Mindhárom cselekményszálban Emiya Shirounak más szerelme/hősnője van, aki erősen segít a jellemfejlődésben.

### A történet
A Fate stay night 2004-ben játszódik. A történet azon az éjszakán kezdődik mikor a Tsukihime (a Type-Moon egy másik munkája) történései befejeződnek. A helyszín Japán, Fujuki városa, ahol hét nagy hatalmú mágus titkos háborút folytat . A háború neve „Szent Grál Háború”. Ezt a háborút már két évszázada, negyven vagy ötven évenként megrendezik. Az megméretésen hét, egy szent kehely a „Grál” által kiválasztót mágus vesz részt, kik egymással harcolnak a győzelemért. A cél a hat rivális mágus legyőzése és így megszerezni azt a tárgyat, amely minden kívánságot teljesítő tud, a „Szent Grált”. A mágusoknak nem kell egymaguknak harcolni, mivel a Grál biztosít egy szolgát, egy legendás hőst számukra, akik természetfeletti erővel bírnak.
A háború előtt minden résztvevő jobb karján egy Reiju nevű jel jelenik meg, amellyel bizonyítást nyert a részvételre, valamint ezzel a jellel tudnak parancsolni a jövőbeli szolgáknak. A szolgát a mágusnak kell megidézni, de a testet a Grál biztosítja. Minden mágusnak csak egy szolgája lehet. A szolgák múltbeli vagy jövőbeli legendás hősök/harcosok, olyan személyek, akik a történelemben hatalmas dolgokat vittek végbe. A részvevő mágusok, vagy ismertebb nevén, a Mesterek hét szolga (Servant) osztály közöl, választhatnak. Név szerint: Saber (kardvívó), Archer (nyilas), Lancer (lándzsás), Rider (lovas), Caster (varázsló), Assasin (bérgyilkos), Berseker (őrjöngő/vadállat/vad harcos). Mindegyik osztálynak megvannak rá jellemző tulajdonságai, erőssége, gyenge pontjai. Ezen felül minden szolgálnak, van egy „Noble Phantasms” nevű titkos képessége, amely az adott hős múltjából származik.
Ez az esemény már négyszer megtörtént, azonban a mostani ötödik háború már tíz évvel a negyedik után kerül megrendezésre. A verseny egyik részvevője, a híres mágus családból származó Tohsaka Rin. Miután sikerült megidézni szolgáltját, Archer-t, részvétel nyert a konfliktusba. Másnap este már belekeveredik egy csatába egy ellenséges szolgálva, Lancer-rel szemben. A csata szemtanúja lesz az arra járó Emiya Shirou. Mivel a háborúnak szigorúan titkosnak kell lenni, az ellenséges szolga végez vele. A fiú életét Rin menti meg majd ott hagyja eszméletlenül. Shirou miután felébredt haza sietett, de Lancer tudomást szerez a fiú állapotáról és újra elindult végezni vele. Shirou fokozatosan próbál küzdeni, de hiába, végül sarokba szorítják. Mielőtt Lancer bevinné a végzetes csapást, Shirou mágikus köre elkezd világítani és megidéz egy szolgát, Sabert. Saber megmenti a fiú életét és elkergeti Lancert. Ezek után Emiya Shirou hivatalosan csatlakozik a háborúba.

### Főszereplők
Emiya Shirou (衛宮 士郎;  Emija Siró): A Fate Stay Night főszereplője. Rajta keresztül leszünk részese a történetnek. Kisgyermek korában egy olyan hatalmas baleset áldozata volt, aminek oka még ismeretlen. Egy  Emiya Kiritsugu  (衛宮切嗣;  Emija Kiricugu) nevű mágus mentette meg a haláltól széléről és később be is fogadta fiának. Habár nevelő apja mágus volt nem sokat tanítót neki, és viszonylag hamar is eltávozott az élők sorából. A baleset tapasztalata és nevelő apja elvei nagy hatással voltak rá. Már akkor eldöntötte, hogy az „Igazság Bajnoka” akar lenni. Bár komoly, de nagyon kedves és talán túlságosan is segítőkész ifjú lett. Egy véletlen folytán belekeveredett egy számára ellenszenves és irracionális háborúba, de ugyanakkor lehetősége nyílt bizonyítani elveit és álmát.
Saber (セイバー ;  Seibá): Shirou szolgálja az ötödik Grál háborúban és egyben ő a „Fate” cselekményszál hősnője. Egy saber osztályú, erős, de egyben mozgékony harcos. Hűséges mesterével szemben. Bár hűvös természetűnek tűnhet, valójában csak elnyomja érzelmeit a cél érdekében. Az ő kasztját tartják a legerősebbnek, de az egyik leggyengébb mestert kapta, ezért a stratégiát is ennek fényében készít. Olykor csalódott Shirou kirobbanó és kiszámítatlan természetével kapcsolatban, mivel fél, hogy ez csökkenti a nyerési esélyeit a győzelem felé. Valódi személyiségit és nevét még a mesterének sem árulta el eddig.
Tohsaka Rin (遠坂 凛 ;  Tohszaka Rin): Az ötödik Grál háború egyik részvevője, Shirou évfolyam társa és egyben az „Unlimited Blade Works” cselekményszál hősnője. A híres japán mágus család a Tohsaka ház leszármazottja. Apja az előző háborúban halt meg, így Rinre szállt a feladat, hogy győzedelmeskedjen a következő konfliktusban. Ennek érdekében keményen tanult és készült rá. Shironak is hamar feltűnik az a tény, hogy az iskolában egy igazi minta diáklány és egyben ő az egyik legszebb is. Rin nagyon értelmes, figyelmes, leleményes és mohón versenyképes is. Ezért ő az egyik legesélyesebb a győzelemre. A háború előestéjén eredetileg Sabert akarta megidézni, de helyette Archert sikerült.
Matou Sakura (間桐 桜 ;  Mató Szakura): Egy elsős középiskolás, Matou Shinji  (間桐 慎二;  Mató Sindzsi) húga és egyben a „Heaven’s Fell” cselekményszál hősnője. Ugyanabban az iskolába jár, mint Shirou és egy időben mindketten az íjász klub tagjai voltak. Miután Kirtsugu (Shirou nevelőapja) meghalt, gyakran átmegy Shirou otthonába, hogy segítsen a hétköznapi feladatokban. Ő már régóta és nyilvánvalóan odavan a fiúért. Habár Matou Shinji testvére és tagja az egyik legnagyobb mágus családnak, a Matou háznak, csak nagyon keveset tud a ház történelméről, tudásáról és alapvetően magáról a mágiáról. Sőt nem is akar belefolyni ezekbe a dolgokba. Bár Sakura kifelé nagyon szégyenlős és félénk, de kedves és hatalmas belső erővel rendelkezik.
Archer (アーチャー ;  Ácsá): Tohsaka Rin szolgálja és egy archer osztályú hős. Valódi személyiségét senki nem tudja megmondani. A hiányos megidézés miatt még ő maga sem emlékszik a múltjáról. Archer egy szarkasztikus és cinikus figura, de a kemény külső mögött egy komplex és egy sötét személyiség bontakozik ki az események alatt. Bár képzett a távolsági fegyverekben, a közelharcban is jól tudja magát tartani. Shirouval szemben van egy látható feszültség. Ennek oka, hogy Shirou ideálját gyengének és rossznak tartja. A „Mindenkit mentsünk meg” gondolat szerinte egy naiv és leheletlen vállalkozás.

## Fejlesztés
Nasu Kinoko (奈須 きのこ;  Naszu Kinoko) állítása szerint mielőtt megírta volna a Fate stay night történetét, nagy rajongója volt a Samurai Resurrection ( 魔界 転 生;  Makai Tenso) mangának, amelyben halott történelmi személyek egymás ellen harcolnak Japánban. Nasu a főiskolán írta meg a Fate stay night történetét és kezdetben nem szeretete volna, hogy egy videójáték készüljön belőle. Kezdetben csak Fate cselekmény szál története létezett mikor felmerült a játékkészítés lehetősége, végül ez egyike lett a későbbi három történetnek. A Fate korai vázlatában eredetileg Saber egy férfi lett volna, és a főszereplő egy szemüveges lány. Ezt a korai változatot megtestesítették egy rövid animációs videó (OVA) formájában, Fate/Prototype néven, valamint utalnak rá a Carnival Phantasm OVA sorozat utolsó részében. Nasu a munkáját ideiglenesen abbahagyta és Takashi Takeuchi ( 武内 崇;  Takasi Takeucsi), megalapította a Type-Moon céget.
A 2000-ben debütált Tsukihime ( 月姫;  Cukihime, ’Hold Hercegnő’) című visual novel játék sikert aratott, ami a céget nagyobbá tette. Újra felmerült az ötlet abban, hogy a Fate történetét egy visual novel feldolgozásban kiadják. Nasu eleinte félt attól, hogy bisojó műfajú videójáéként kiadja művét mivel a főszereplő eredetileg egy lány volt. Ez okból, és hogy a játék jobban illeszkedjen a piachoz, művésztársa Takeuchi Takashi, azt ajánlotta, hogy cserélje fel a nemeket a történet szereplői közt.

### A kiadás története
A Fate Stay Night játékot 2004. január 30-án adták ki Japánban, Windows PC platformra. Később a CERO által C kategóriába helyezett játékot, a tervek szerint 2006-ban, de végül 2007. április 19-én, Fate Stay Night Réalta Nua néven újra kiadták Playstaion 2 platformra. A játékon belül három cselekményszál elágazás található, név szerint: Fate, Unlimited Blade Works, Heaven’s Feel. 2012 óta (csak Réalta Nua verzióban) külön-külön, szabadon letölthető mindhárom út Windowsra. 2012. november 29-én pedig a Réalta Nua verziót kiadták PlayStaion Vita platformra is, amely tartalmazza az Ufotable által készített három új nyitó animációt és lehetőséget kaptunk változtatni a 4:3 és 16:9-es képarányok között.
2005. október 28-án a Type-Moon kiadta a Fate/hollow ataraxia című visual novel játékát, amelynek cselekménye fél évvel a Fate Stay Night után játszódik. A játékban olyan új karakterek jelentek meg, mint Avenger, Bazett Fraga McRemitz és Carten Ortensia, az olyan régi karakterek mellett, mint Emiya Shirou és Tohsaka Rin.

## Adaptációk

### Manga
A Fate stay night manga adaptációját Nishiwaki Datto illusztrálta, és a Kadokawa Shotenhez tartozó Sónen Ace manga kiadó adta ki 2006 februárjától 2012 decemberéig. A manga a Fate történetszálra koncentrált, de ki vettek bizonyos elemeket a másik kettőből, az Unlimited Blade Works és a Heavan’s Feel történet szálából is. A kiadó engedélyezett egy angol nyelvű kiadást is Észak-Amerikában, a Tokyopop kiadó által 2007-ben. A mangát Japánban 20 tankóbon kötet jelent meg 2006. május 26-tól 2012. november 26-ig.
Himuro no Tenchi Fate/School Life egy komédia műfajú 4-koma manga amelyben azok a Fate Stay Night és Fate Hollow Atraxia szereplők játszanak akik normális életet élnek. A mű központi szereplője Himuro Kane  (氷室 鐘;  Himuro Kane), aki a Fate Stay Night főszereplőjének Emiya Shirou évfolyam társa. Jelenleg eddig 3 kötetet publikált az Ichijinsha.
Egy spin-off történet is megszületett Fate/Kaleid Liner Prisma Illya néven, amelyet Hiroshi Hiroyama illusztrált. Először 2008-ban a Comp Ace adta ki, két kötet formájában. A történet főszereplője Illy, aki egy alternatív világban él, mint egy általános diáklány. Azonban kiválasztják Magical Stick Ruby-nak és részt vesz a Rin és Luvia közti összezörrenésben. A történet 2009-ben, azonos kiadó és művész által folytatódót, Fate/Kaleid Liner Prisma Illya 2wei néven.

### Anime
Az első animációs feldolgozás, a Studio Deen által, egy 24 részes sorozat volt, 2006. január 6. és június 16. között. Az anime a Fate című történet szálat dolgozta fel. A sorozat lévén tovább nőtt a visual novel népszerűsége. A sorozatban felhasználták a Geneon Entertainment, TBS (Tokyo Broadcasting System), CREi, Type-Moon, Frontier Works és Kenji Kawai által írt visual novel zenéjét, valamint azok remixelt változatait.
A sorozat később megkapta a nemzetközi premiert is más anime csatornákon. 2007-ben az angol nyelvű Animax csatornán mutatták be, majd júniusban dél-Ázsiaba, dél-Koreába és egyéb régiókba is eljutott.
A sorozatot, a közelgő Fate/Unlimetd Blade Works című film kiadása miatt 2010. január 22-én Japánban újra kiadták két 60 perces különkiadásban, DVD/ BD formában. Az újra kiadás a Fate/stay night TV reproduction nevet kapta, amely két részben próbálja sorozat 12 részét újra összeállítani és újraszerkeszteni. Az új összeállítót felvételek mellett kapott új nyitott és záró animációt is, valamint két új záró dalt kapott. A nyitó dal továbbra is a „disillusion” című dal, de egy 2010 újra feldolgozásban.
2011. január 23. a Studio Deen kiadott egy animációs filmet, mely a visual novelnek egy másik, „Unlimited Blade Works”' című cselekményszálat dolgozza fel. Az animesorozat szinkronhang személyzete, köztük Yamaguchi Yuji is visszatért, hogy újra kölcsönadják a hangjukat, így a szereplők hangja ugyanaz maradt. A film Japánban összesen 280 milliót yen bevételt szerzett. Később a filmet felvásárolta Sentai Filmworks és kiadta DVD és Blu-ray lemezen.
Az Ufotable készített egy új animációs sorozatot, amelyben az Unlimited Blade Works cselekményszálat dolgozza fel. Az anime rendezője Miura Takahiro volt. Valamint a szereplők szinkronhangja továbbra is azok játsszák, akik a Deen Stúdió féle sorozatban szerepeltek. Az új sorozat debütálása 2014.október.4-én volt és a sorozat második évadját pedig 2015 áprilisára tervezzék. A sorozat premierjét egyszerre, az interneten segítségével, a világon hét különböző városban mutatták be. A sorozat nyitó zenéje, Ayano Mashiro „Ideal White” című dala, a záró zene pedig, Kalafina „Belive” című dala. A sorozat után az Ufotable készül egy animációs filmmel is, amelyben a Heaven’s Feel cselekményszálát dolgozzák fel.

### Light Novel
2006. november 22-én a Type-Moon bejelente, hogy kiegészíti a Fate franchise-át, márpedig a Fate/Zero című light novel sorozattal. A Fate/Zero a Fate Stay Night előzménytörténete, amelyben a 4. Szent Grál háborút teszi középpontba. A light novel(ellenben a visual novelel) egy harmadik személyű elbeszélés, ahol több szereplő tevékenységét követhetjük végig. A light novel sorozatot a Type-Moon, a Nitroplusal együtt működve adták ki. Az első kötet 2006. december 29-én, a második 2007. március 31-én, a harmadik 2007. július 27-én, a negyedik és egyben utolsó kötete pedig 2007. december 29-én jelent meg. Valamint ekkor jelent meg a műhőz tartozó zenék is, "Return to Zero" néven.
2012. december 29-én új light novel sorozat született „Fate/Apocrypha” néven, ami máig fut.

### Videójátékok
2007-ben a Capcom és Cavia.inc, együttműködve a Type-Moonnal, a Fate Stay Night alapján létrehoztak egy „Fate/tiger colosseum” című, 3D-s fighting stílusú videójátékot PlayStation Portable platformra. A játékban minden karakter szuperdeformált stílusban van. A folytatása „Fate/tiger colosseum Upper” néven, 2008. augusztus 28-án jelent meg.
Egy másik hasonló, „Fate/Unlimited Codes” című fighting stílusú videójátékot fejlesztett ki a Amusement Machine Operators' Union (AOU), amelyet 2008-ban a Capcom, Cavia.inc és Eightingel együtt adott ki Japánban. A játék játéktermekben és kizárólag PlayStation 2 platformra jelent meg 2008. december 18-án. Később a Capcom újra kiadta PlayStation Portable platformra is, „Fate/Unlimited Codes Portable” néven 2009. szeptember 18-án. A játék digitális letöltése megjelent 2009. szeptember 3-án Észak-Amerikában és 2009. szeptember 10-én Európában.
A Fate stay night mű alapján készült egy „Fate/Extra” című dungeon RPG játék is, amelyet a Imageepoch és Type-Moon-nal közösen fejlesztett és a Marvelous Entertainment adott ki. A játékos karaktere, amely lehet nő vagy férfi, belecsöppen egy virtuális valóságba, ahol egy szent Grálért folyó háború zajlik hét mágus közt. Karakterünkkel ki kell választanunk egy szolgát és becsatlakozni a háborúba. A játék PlayStation Portable platformra jelent meg. A játékot meg lehet venni egy „Type-Moon box” című limitált kiadásban, amelyben a játék mellé járt egy Saber Figma figura, egy vizuális könyv és egy limitált zenegyűjtemény. Az eredeti kiadást 2010 márciusára tervezték, de a további tesztelés miatt 2010. március 22-én történt meg.

## Fogadtatás
2004. január 30-i megjelenése után a Fate/Stay Night, a visual novel játékok történetében az egyik legnépszerűbbé vált, sokáig biztosítva magának „a legtöbb példányszámban eladót visual novel” címet, amelyet a Getchu.com adott neki. A Dengeki G's Magazine olvasói pedig a játékot második helyre rangsorolták „legérdekesebb bisójo játékok” listáján, 2007 augusztusában.
2011-ben Chris Klug és Josiah Lebowitz írók saját könyvökben dicsérték a játékot, miszerint a kalandok nagyszerű elágazásaival, interaktív történetmesélése, történetének mélysége és összetétele miatt egy erős és jó példává teszi a Fate/ Stay Nightot mint visual novel.

## Fordítás
Ez a szócikk részben vagy egészben a Fate/stay night című angol Wikipédia-szócikk fordításán alapul.  Az eredeti cikk szerkesztőit annak laptörténete sorolja fel. Ez a jelzés csupán a megfogalmazás eredetét és a szerzői jogokat jelzi, nem szolgál a cikkben szereplő információk forrásmegjelöléseként.